# Niz nesretnih događaja (2004.)
Niz nesretnih događaja (eng. Lemony Snicket's A Series of Unfortunate Events) je film redatelja Brad Silberling iz 2004. s Emily Browning, Liam Aiken, Jim Carrei i Meryl Streep u glavnim ulogama.

## Glumci
| Uloga                          | Glumac                          |
| ------------------------------ | ------------------------------- |
| Violet Baudelaire              | Emily Browning                  |
| Klaus Baudelaire               | Liam Aiken                      |
| Grof Olaf                      | Jim Carrey                      |
| Sunny Baudelaire               | Kara and Shelby Hoffman         |
| Lemony Snicket (voice)         | Jude Law                        |
| Mr. Poe                        | Timothy Spall                   |
| Justice Strauss                | Catherine O'Hara                |
| Uncle Monty                    | Billy Connolly                  |
| Aunt Josephine                 | Meryl Streep                    |
| Bald Man                       | Luis Guzmán                     |
| Hook-Handed Man                | Jamie Harris                    |
| Person of Indeterminate Gender | Craig Ferguson                  |
| White-Faced Women              | Jennifer Coolidge Jane Adams    |
| Critic                         | Dustin Hoffman                  |
| Photographer                   | Daniel Handler (Lemony Snicket) |

## Vanjske poveznice
- Niz nesretnih događaja u internetskoj bazi filmova IMDb-a